# Martin Kamminga (muzikant)
Martin Kamminga (Muiden, 23 december 1933 – Weesp, 28 oktober 2013) was een Nederlands organist, dirigent en muziekpedagoog.
Hij was zoon van timmerman Evert Kamminga en Neeltje Kramer. Hij was getrouwd met onderwijzeres Sibbeltje Renske van der Hauw (1934–mei 2013). Het echtpaar ligt begraven op de Carspelhof in Weesp.
Kamminga was voorbestemd voor het bankwezen, maar wendde zich tot de muziek. Hij kreeg daarbij zijn opleiding van Piet Kee (orgel), Frans Moonen (koordirectie) en Anton Kersjes (orkestdirectie). Hij werd dirigent van de Koninklijke Christelijke Oratorium Vereniging Amsterdam, waarmee hij jaren achtereen twee concerten per jaar gaf in het Concertgebouw. Tevens werd hij docent koordirectie aan de Hilversums Conservatorium/Muziekschool. Vanaf 1979 tot 1998 was hij daar directeur tot aan de fusie met het Sweelinck Conservatorium, waaruit het Conservatorium van Amsterdam ontstond. Jaren achtereen gaf hij orgelconcerten vanuit de Sint-Laurentius te Weesp. Mede daardoor ontving hij in 2003 de Weesper Cultuurprijs. Zijn afscheid in 2006 ging vergezeld met een uitvoering van de Hohe Messe van Johann Sebastian Bach, wederom in het Concertgebouw. Hij werd toen ook benoemd tot eredirigent van het KCOV en ridder in de Orde van Oranje-Nassau. 